# Lausanne UC
Lausanne Université Club är en sportklubb i Lausanne, Schweiz. Den är mest känd för sin volleybollsektion som grundades 1975 genom en sammanslagning av herrlaget EOS Lausanne (Énergie Ouest Suisse), som före sammanslagningen blivit schweiziska mästare tre gånger och damlaget Lausanne Cité féminin.
Efter sammanslagningen har herrlaget blivit schweiziska mästare nio gånger och vunnit Schweizer Cup fem gånger medan damlaget blivit schweiziska mästare två gånger och vunnit  Schweizer Cup fem gånger.